# Puissance du continu
En mathématiques, plus précisément en théorie des ensembles, on dit qu'un ensemble E a la puissance du continu (ou parfois le cardinal du continu) s'il est équipotent à l'ensemble ℝ des nombres réels, c'est-à-dire s'il existe une bijection de E dans ℝ.
Le cardinal de ℝ est parfois noté {\displaystyle {\mathfrak {c}}}, en référence au continu (en), nom donné à l'ensemble ordonné (ℝ, ≤). Cet ordre (et a fortiori le cardinal de l'ensemble sous-jacent) est entièrement déterminé (à isomorphisme près) par quelques propriétés classiques.
Il est aussi couramment noté 2ℵ₀, parce que ℝ est équipotent à l'ensemble P(ℕ) des parties de l'ensemble ℕ des entiers naturels, dont la cardinalité (le dénombrable) est notée ℵ₀, et que pour tout ensemble E, le cardinal de {\displaystyle {\mathcal {P}}(E)} est {\displaystyle 2^{\mathrm {Card} \ E}}, où {\displaystyle \mathrm {Card} \ E} désigne le cardinal de E.

## Histoire
On doit cette notion à Georg Cantor qui a montré, dans un article paru en 1874, que le continu n'était pas équipotent au dénombrable, et par là-même l'existence de plusieurs « infinis ».
Cantor a tenté vainement de démontrer que tout sous-ensemble des réels était soit dénombrable, soit de la puissance du continu. Cette hypothèse, dite hypothèse du continu, ne peut être ni confirmée ni infirmée dans la théorie des ensembles ZFC dont on pense que c'est une formalisation assez fidèle de la théorie de Cantor.

## La puissance du continu est la cardinalité de l'ensemble des parties de ℕ
Il revient au même — en identifiant chaque partie de ℕ à sa fonction caractéristique — d'affirmer que ℝ est équipotent à l'ensemble {0, 1}ℕ des suites de zéros et de uns. L'idée principale pour le démontrer est de considérer une telle suite (k0, k1, … ) comme le développement 0,k0k1… en base n d'un réel compris entre 0 et 1.
- En base n > 2, l'application qui à toute suite de zéros et de uns associe le réel qu'elle représente est une injection de {0, 1}ℕ dans [0, 1[ donc dans ℝ[note 1], si bien que card(P(ℕ)) ≤ card(ℝ). Par ailleurs, l'application qui à tout réel x associe l'ensemble des rationnels strictement inférieurs à x est également injective donc card(ℝ) ≤ card(P(ℚ)) = card(P(ℕ)). Le théorème de Cantor-Bernstein permet de conclure.
- La base 2 nécessite une précaution, à cause des possibilités de « développement impropre » (par exemple : 0,0111… = 0,1000…), mais permet de donner une preuve qui ne s'appuie pas sur le théorème de Cantor-Bernstein[1].

## Exemples d'ensembles ayant la puissance du continu
- Pour tout ensemble infini dénombrable D, l'ensemble P(D) des parties de D a la puissance du continu ;
- Si deux ensembles ont la puissance du continu alors leur produit cartésien aussi, puisqu'il est équipotent à P(A)×P(B) avec A et B dénombrables, donc à P(C), où C désigne la réunion disjointe (dénombrable) de A et B.
- L'ensemble ℝn a donc la puissance du continu non seulement pour n = 1, mais pour tout entier n ≥ 1.
- L'espace euclidien[2] ℝn : il y a autant de points sur un segment de droite, que sur une droite, autant que  sur un plan et autant que dans l'espace dans son ensemble, quelle que soit sa dimension.
- Même l'ensemble ℝℕ des suites réelles n'a « que » la puissance du continu.
- A fortiori, l'ensemble ℕℕ des suites d'entiers naturels également. Un argument plus explicite est d'utiliser les fractions continues pour mettre cet ensemble en bijection avec les irrationnels compris entre 0 et 1. C'est d'ailleurs cette méthode qui permit à Cantor, en 1878[3], de démontrer que [0, 1]n a la puissance du continu, sans passer par l'argument ci-dessus. Une variante plus directe consiste à utiliser les fractions « négativement régulières ».
- Pour tout ensemble infini E, il existe un ensemble, ayant la puissance du continu, de parties infinies de E dont les intersections deux à deux sont finies[note 2].

## Indécidabilité de la cardinalité de la puissance du continu
La cardinalité de ℝ est 2ℵ₀. L'affirmation que c'est ℵ1 est appelée hypothèse du continu. Elle est indécidable dans la théorie des ensembles usuelle.